# Історія телескопа

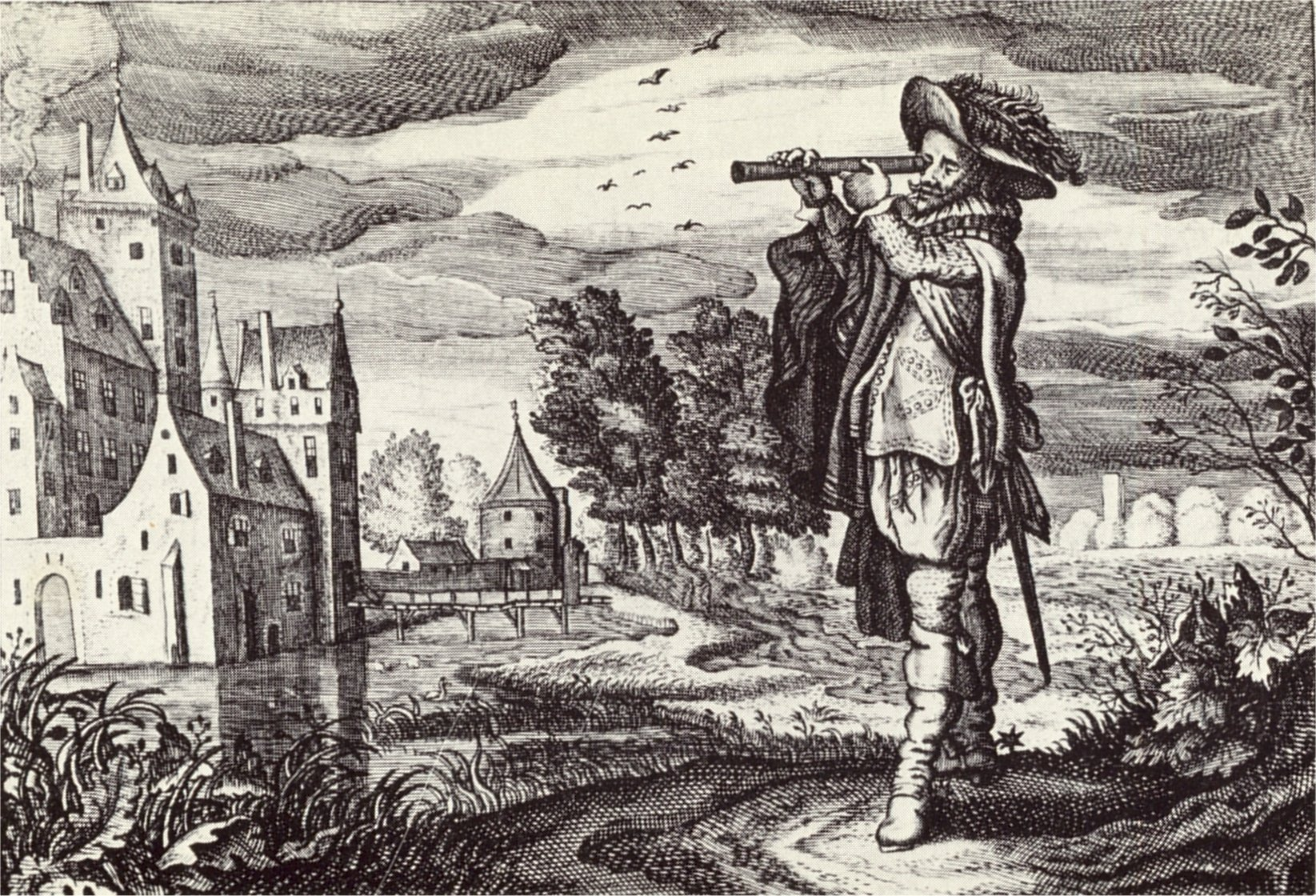
Голландський телескоп 1624 року

Телеско́п (заст. — далекогля́д) — прилад для спостереження віддалених об'єктів, був вперше сконструйований у 1608 році трьома винахідниками — Гансом Ліпперсгеєм, Захарієм Янсеном та Джейкобом Метьюсом. Значно вдосконалений Галілео Галілеєм у 1609 році.
Найбільш ранні відомі робочі телескопи з'явилися 1608 року, їх створення приписують Гансу Ліпперсгею. Серед багатьох інших, які стверджували, що винайшли телескоп, були Захарія Янссен — голландський окулярний майстер з Мідделбургу, і Яків Метьюз з Алкмару. Конструкція цих ранніх заломлюючих телескопів складалася з опуклої лінзи об'єктива і увігнутого окуляра. Галілей використовував цю конструкцію в наступному році. У 1611 році Іоганн Кеплер описав, як можна було б зробити телескоп з опуклою лінзою об'єктива і опуклою лінзою окуляра і у 1655 році астрономи, такі як Християн Гюйгенс будували потужні, але неповороткі телескопи Кеплера зі з'єднаними окулярами. Ганс Ліпперсгей є найбільш ранньою людиною, яка документально подала заявку на патент винаходу телескопа.
Ісааку Ньютону приписують будівництво першого «практичного» рефлектора в 1668 році з конструкцією, яка складалася з невеликого плоского діагонального дзеркала для відбиття світла в окуляр, встановлене на стороні телескопа. Лоран Кассегрен у 1672 році описав конструкцію рефлектора з невеликим опуклим вторинним дзеркалом для відбиття світла через центральний отвір в головному дзеркалі. Ахроматичні лінзи, які значно знижує колірні аберації в об'єктиві і дозволили зробити телескоп більш коротким і більш функціональним. Такий телескоп з'явився в 1733 році, його зробив Честер Мур Голл, але він не оприлюднив його. Джон Доллонд дізнався про винахід Голла і почав виготовляти телескопи і використовувати їх у комерційних цілях з 1758 року.
Важливими подіями в історії рефлекторних телескопів було створення Джоном Гедлі великих параболоїдальних дзеркал в 1721 році, процес сріблення дзеркал, введений Леоном Фуко в 1857 році. і прийняття довгострокового алюмінізованого покриття на рефлектор дзеркала в 1932 році..
Майже всі великі оптичні дослідні телескопи, що використовуються сьогодні — рефлекторні.
Епоха радіотелескопів (поряд з радіоастрономією) народилася з випадкового відкриття Карлом Янським космічного радіовипромінювання у 1931 році. У 20 столітті було розроблено багато видів телескопів, в широкому діапазоні довжин хвиль від радіо до гамма-променів.

## Оптичні телескопи

#### Винайдення

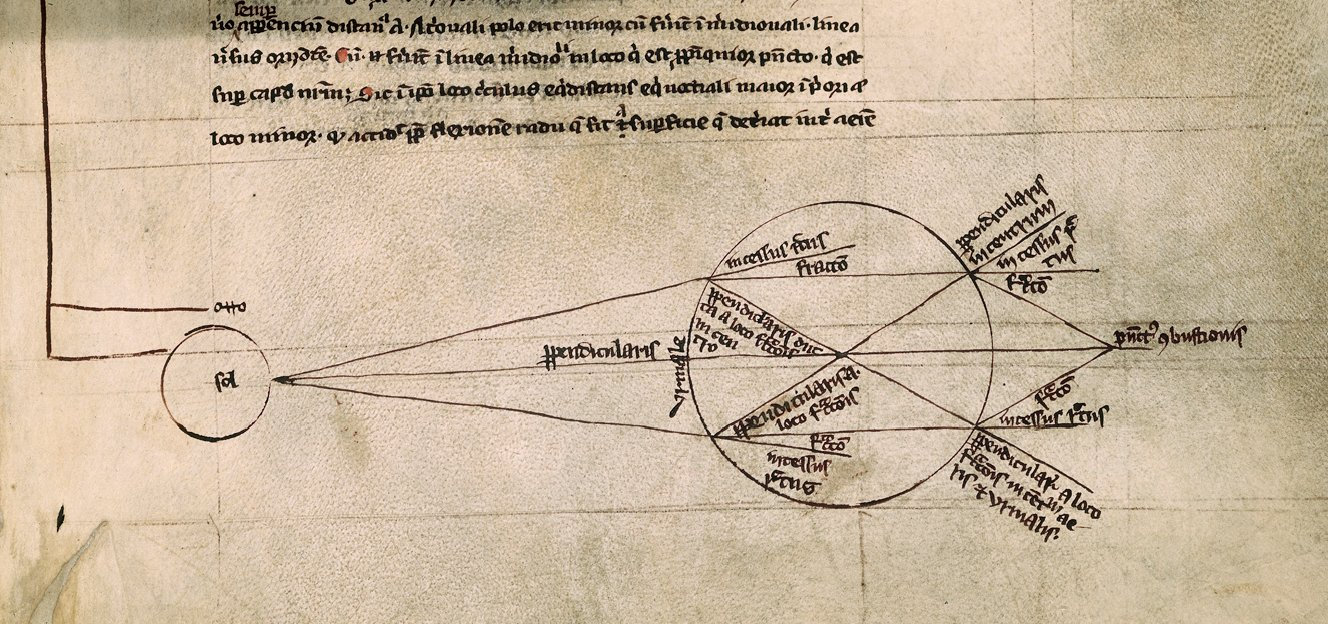
Оптична схема, що показує як світло, заломлююється у сферичній скляній тарі з водою. Роджер Бекон. De multiplicatione specierum.

Лінзи та їх властивості були відомі задовго до винаходу оптичного телескопа; прості лінзи, виготовлені з гірського кришталю, були відомі ще до початку писемної історії.
Птолемей (у своїй роботі з оптики, написаній у 2-му столітті н. е.) писав про властивості світла, включаючи віддзеркалення, заломлення, і колір. В 10-му столітті, перський вчений Ібн Сахль зробив найбільш точні описи щодо оптики в той час.
Приблизно з 12-го століття в Європі існували «камені для читання» (збільшувальні лінзи, що були розміщені на матеріалі для читання)вони були добре задокументовані, так само як і лінзи — «палаючі окуляри». Вважається, що окуляри для корекції далекозорості з опуклими лінзами були винайдені в Північній Італії в кінці тринадцятого до початку 14-го століття, а винахід з використанням увігнутих лінз для корекції короткозорості приписується Миколі Кузанському в 1451 році. Так, на початку накопичення знань про лінзи і наявність в побуті лінз для окулярів з 13-го століття означає, що для багатьох людей це була можливість, щоб виявити основні принципи телескопу, використовуючи комбінацію увігнутих або опуклих і увігнутих лінз. В 13 столітті, Роберт Гросетест написав кілька наукових трактатів між 1230 і 1235, в тому числі De Iride (щодо Веселки), в якому він сказав:
|  | Ця частина оптики, коли добре її розуміти, показує нам, як ми можемо зробити речі, які знаходяться на дуже великій відстані, начебто вони знаходяться дуже близько, великі речі поруч стають начебто маленькими, і ми можемо дрібні речі розміщені на дистанції, зробити такого розміру, який нам потрібен. Тому ми можемо читати найдрібніші букви на неймовірних відстанях... |

Роджер Бекон був учнем Гросетеста в Оксфорді, і часто формулював опис збільшувального пристрою в 13 столітті, проте він не був впевнений, що побудував діючу модель.

#### Розробки до 17 століття
Існують деякі документальні свідчення, проте не збереглися конструкції або речові докази, що принципи телескопів були відомі наприкінці 16 століття. Це Листи Джона Ді та Томаса Діггеса з Англії — 1570 і 1571 років, в яких зазначалося використання авторами обох типів телескопів — рефракторних і заломлюючих, писав Леонард Діггес — батько Томаса, і існує незалежне підтвердження цьому в звіті Вільяма Боурна приблизно 1580 року. Можливо, це були експериментальні пристрої, і про них ніколи широко не повідомлялося, вони ніколи відтворювалися.
Томас Діггес описує пристрій батька таким чином:
|  | Однак, щоб залишити свої астрономічні доводи і справи, мій батько з його постійною, важкою, старанною, діяльністю, за допомогою математичних доказів і доводів зміг, багаторазово збільшити видимість, розташувавши окуляри пропорційно належним чином під певним кутом і зміг не тільки виявити предмети розташовані далеко, перечитати напис на кожній монеті, кинутої друзями по спільній справі на відкрите поле, але й він міг бачити що відбувається у відокремлених місцях за сім миль.. |

Хоча Діггес міг створити елементарний інструмент з лінзою і дзеркалом та оптичними характеристики необхідними, щоб побачити деталі монет, що лежать на полях, або приватні прийоми в семи милях від готелю, але це було далеко за межами технологій того часу.
В Італії, Джанбатіста делла Порта також, можливо, описав телескоп в 1586, коли він написав у листі, «… щоб зробити окуляри, які можуть розпізнати чоловіка за кілька кілометрів.». У своїй Природній Магії, опублікованій в 1589 році він писав:
|  | З увігнутою лінзою ви побачите маленькі речі вдалині дуже чітко. З опуклим об'єктивом, найближчі речі будуть більше, але більш смутно. Якщо ви знаєте, як приладити їх обидва разом, ви побачите обидві речі далеко, а речі поблизу руки як більше, так і чіткіше.. |

Делла Порта був зайнятий іншими справами в той час, й думав, що ідея «телескопа» неважлива.
Аналогічні припущення були зроблені про каталонця Хуана Роже (помер до 1624), який винайшов ранній пристрій телескопу.

### Перші відомі телескопи
Практична експлуатація приладу була здійснена й опинилася в центрі уваги громадськості в Нідерландах близько 1608, але створення першого винаходу було затребувано від імені трьох осіб: Ганс Ліпперсгей, Захарія Янсена — майстра з виготовлення окулярів з Міддлебургу та Яків Метьюз з Алкмару (також відомий як Джейкоб Адріанзон).

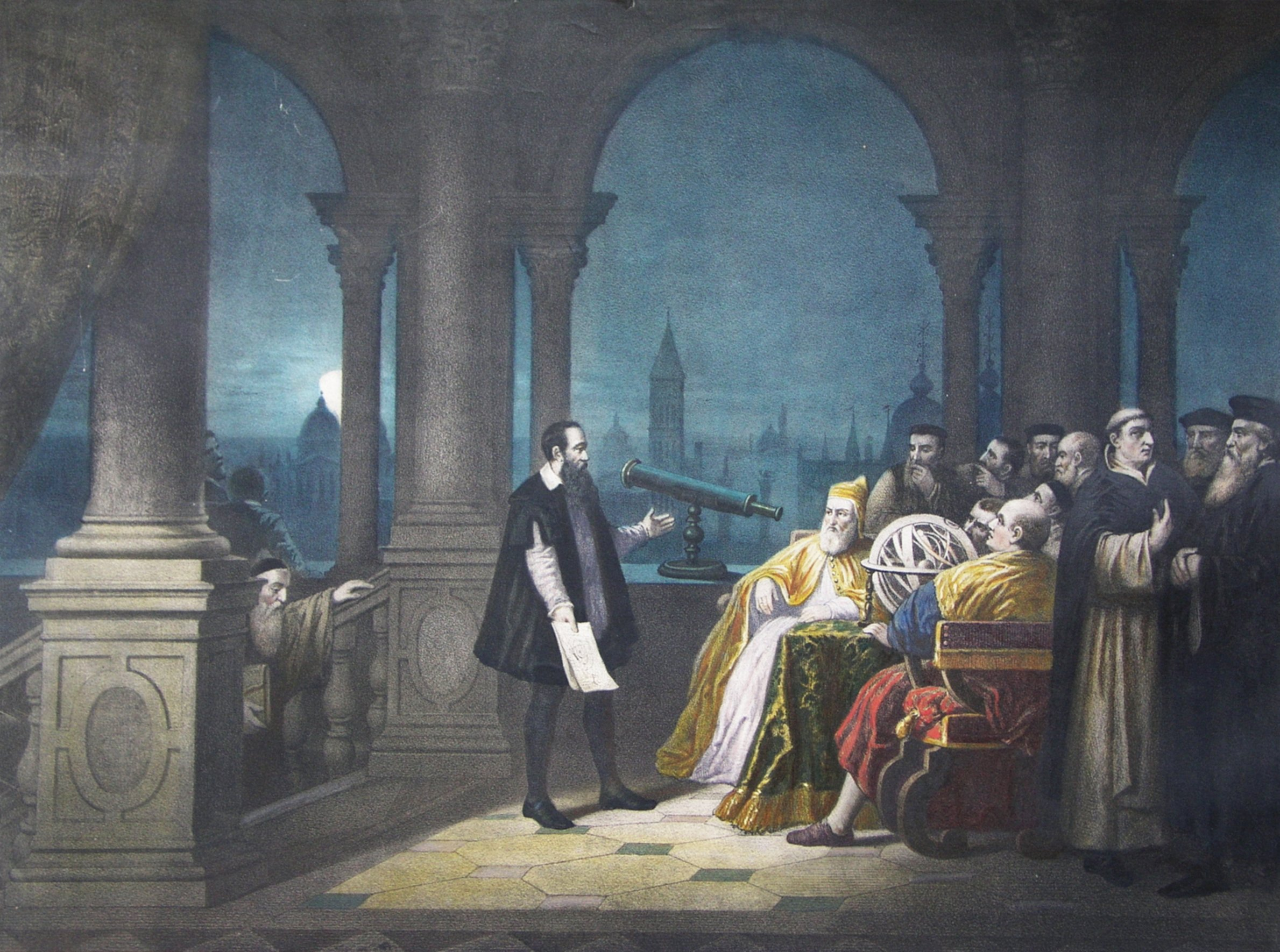
Картина 19-го століття. Галілео Галілей показує свій телескоп Леонардо Донато у 1609 р.

Гансу Ліпперсгею приписують створення і поширення конструкцій для першого практичного телескопа, пізніше він звернувся до Генеральних штатів Нідерландів (2 жовтня 1608 р.) за патентом на інструмент «Щоб бачити далекі речі, так, ніби вони були поруч»(випередив патент Якоба Метьюза на декілька тижнів). Ліпперсгею не вдалося отримати патент, так як заявка на винахід була вже зроблена іншими майстрами з виготовлення очок.
Ліпперсгей був щедро винагороджений голландським урядом за його копії конструкції винаходу. Конструкція телескопа Захарія Янсена, можливо, передувала Ліпперсгею і Метьюзу, але винахід ніколи широко не афішувався. Оригінальні голландські телескопи складаються з увігнутої і опуклої лінзи, телескопи, які будуються в такий спосіб не інвертувати зображення. Оригінальна конструкція Ліпперсгея мала тільки 3-кратне збільшення. Телескопи, які були зроблені в Нідерландах, в значній кількості, незабаром, після дати їх винаходу швидко розійшлися по всій Європі. 

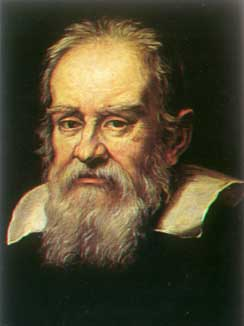
Портрет Галілео Галілея

 Галілей опинився у Венеції в червні 1609, там чули про «голландське перспективне скло», за допомогою якого віддалені предмети знаходяться ближче і більше. Галілей стверджує, що він вирішив проблему будови телескопа. В першу ж ніч в Падуї, після його повернення з Венеції, Галілей зробив свій перший телескоп, шляхом установки опуклої лінзи з одного краю свинцевої труби і увігнутої лінзи в іншій. Через кілька днів після цього, досягнувши успіху в створенні кращого телескопа, ніж перший, Галілей взяв його до Венеції, де він спілкувався про деталі свого винаходу з громадськістю і представив сам інструмент для дожа Леонардо Донато, який сидів у сенаті. Сенат, у свою чергу, влаштував його на все життя лектором в Падуї і подвоїв його зарплатню.
Галілей присвятив весь свій час на поліпшення і вдосконалення телескопа і незабаром йому вдалося отримати телескоп значно підвищеної потужності. Його перший телескоп мав 3х збільшення, але незабаром він зробив інструменти, які збільшили потужність телескопа, і, нарешті, він зробив телескоп, який мав 33-кратне збільшення. За допомогою останнього, він виявив в 1610 році супутники Юпітера і, незабаром, плями на сонці, фази Венери, а також пагорби і долини на Місяці. Щодо останнього досягнення, то Галілей, можливо, передував Томасу Герріоту, який зробив перші креслення Місяця за допомогою телескопа в липні 1609. Галілей продемонстрував обертання супутників Юпітера навколо планети і дав грубі передбачення їх конфігурацій, довів обертання Сонця навколо своєї осі і заснував загальну істину системи Коперника в порівнянні з Птолемеєм. Вперше назву «телескоп» отримав інструмент Галілея. Назва була придумана грецьким поетом-богословом Джованні Демісіані на бенкеті, що відбувся 14 квітня 1611 р. Князь Федеріко Чезі зробив Галілео Галілея членом Академії деї Лінчеї.
Слово було створено від грецького tele = «далеко» і skopein = «подивитися»; teleskopos = «далекоглядний».
Ці блискучі досягнення, разом зі значним покращенням телескопу Галілеєм, значно затьмарили справжнього винахідника, це призвело до того, що телескоп отримав ім'я Галілея, а не справжнього винахідника Ліпперсгея.

### Подальші поліпшення

#### Рефракторні телескопи
Йоганн Кеплер вперше пояснив теорію і деякі з практичних переваг телескопа, побудованого з двох опуклих лінз в його Catoptrics(1611). Першою людиною, яка насправді побудувала телескоп цієї форми, був єзуїт Крістоф Шайнер, який дає його опис в своїй Rosa Ursina(1630). Вільям Гаскойн був першим, хто реалізував головні переваги телескопу, запропонованого Кеплером: що невеликий матеріальний об'єкт може бути поміщений в загальній фокальній площині об'єктива і окуляра. Це призвело до винаходу мікрометра, і застосування його точних оптичних властивостей до астрономічних приладів. Телескоп Кеплера почав використовуватися в першій половині 17-го століття, бо його поле зору було набагато більше, ніж в телескопі Галілея.
Перші потужні телескопи конструкції Кеплера були виготовлені Християном Гюйгенсом, його брат допомагав йому. Один з них: об'єктив діаметром 2,24 дюйма (57 мм) і фокусною відстанню 12 футів (3,7 м), він відкрив найяскравіший з супутників Сатурна (Титан) в 1655 році; в 1659 році він опублікував свою «Systema Saturnium», в якій, в перший раз, дав правдиве пояснення кільцям Сатурна, засноване на спостереженнях Сатурна, зроблених тим же інструментом.

#### Рефрактори з довгими фокусними відстанями

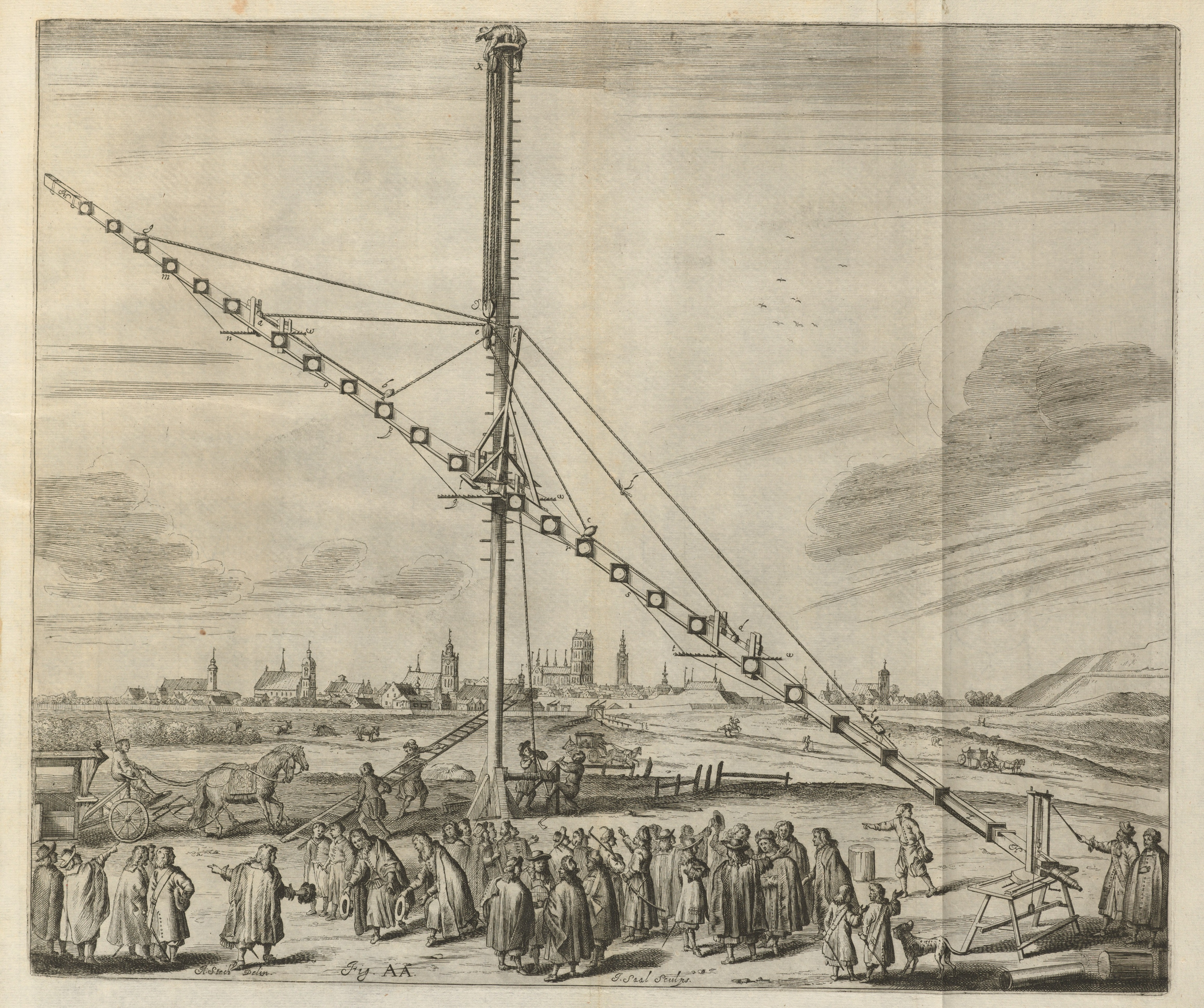
Гравюра на дереві, ілюстрація 45 м (148 футів) кеплеровського телескопа, побудованого Йоханнесом Гевелієм. Малюнок з його книги «Machina Coelestis» (перша частина), опублікована в 1673 році.

Різкість зображення в телескопі Кеплера була обмежена хроматичною аберацією, через нерівномірні рефракційні властивості об'єктива. Єдиний спосіб подолати це обмеження при великих збільшеннях, було створити об'єкти з дуже довгими фокусними відстанями.
Джованні Кассіні виявив п'ятий супутник Сатурна(Рея) в 1672 році за допомогою телескопа довжиною 35 футів (11 м). Астрономи, такі як Йоханнес Гевелій, будували телескопи з фокусною відстанню до 150 футів (46 м). Крім того, що цим довгим телескопам необхідні були будівельні ліси, їм також були потрібні довгі щогли й крани, щоб тримати їх. Їх цінність як дослідницьких інструментів була мінімальна, так як рамка «труба» телескопа гнулася і вібрувала при найменшому вітерці, а іноді і валилася зовсім.

#### Повітряні телескопи

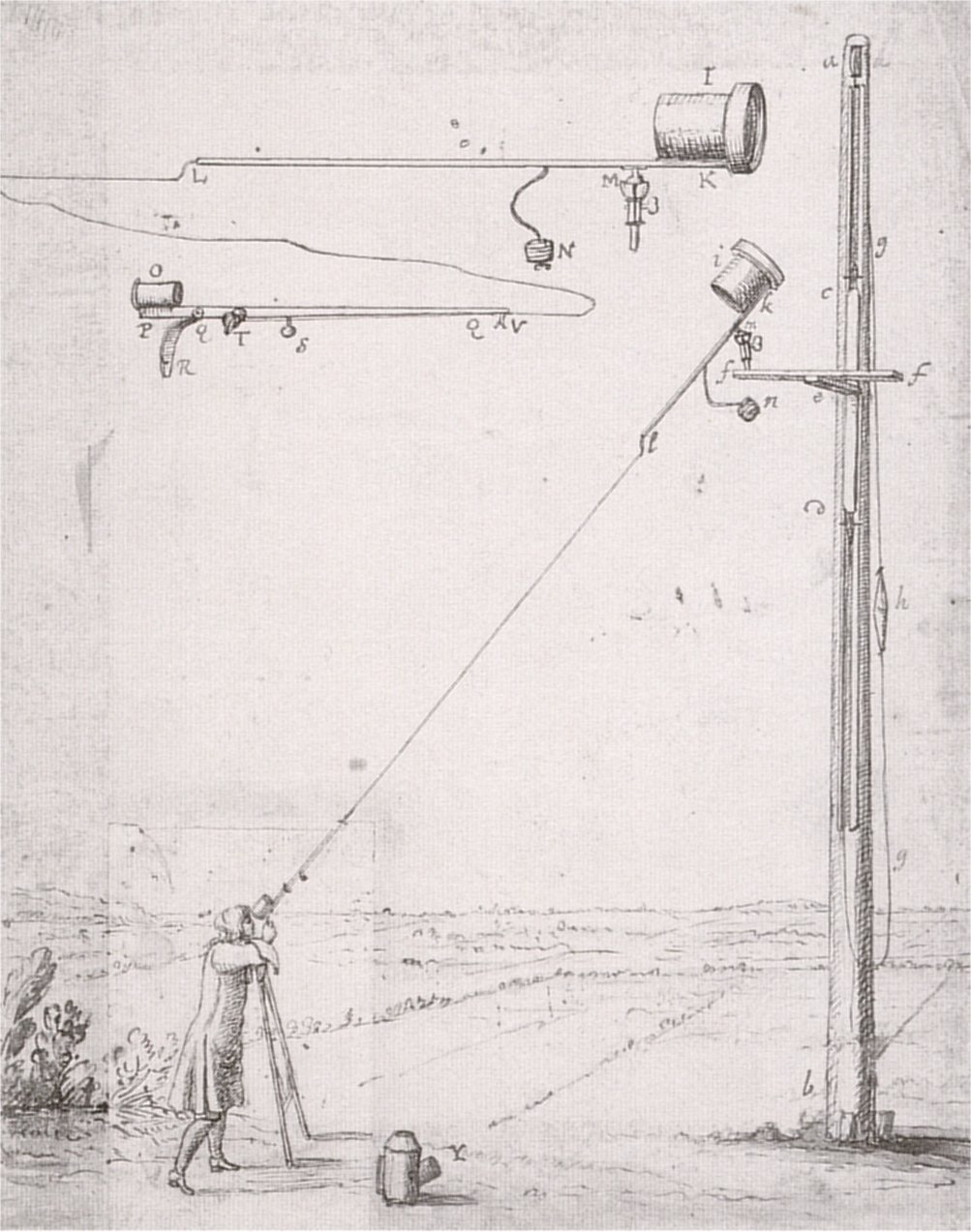
Повітряний телескоп Гюйгенса

У деяких дуже довгих рефракційних телескопів, побудованих після 1675 трубка не працювала взагалі. Об'єктив був встановлений на поворотному кульовому шарнірі на вершині жердини, дерева, або будь-якої доступної високої структури і спрямований за допомогою рядка або шатуна. Окуляр був ручний або встановлений на підставці у фокусі, а зображення знаходилося методом проб і помилок. Вони були названі — повітряні телескопи, їх створення було віднесено до Християна Гюйгенса і його брата Костянтина Гюйгенса, але точно не відомо, що саме вони винайшли такий телескоп.
Християн Гюйгенс і його брат зробив об'єктив близько 8,5 дюймів (220 мм) діаметром і з фокусною відстанню 210 футів (64 м), були й інші, такі як Адрієн Озу, який зробив телескоп з фокусною відстанню близько 600 футів (180 м). Телескопи величезної довжини, були складні у використанні і вимагали майстерності й терпіння спостерігачів. Повітряні телескопи використовувалися й кількома іншими астрономами.
Кассіні виявив третій і четвертий супутники Сатурна в 1684 році, за допомогою повітряних телескопів, зроблених Джузеппе Кампані, які були з фокусною відстанню 100 і 136 футів (30 і 41 м).

#### Відображаючі телескопи
Здатність кривого дзеркала формувати зображення, можливо, була відома ще з часів Евкліда
і була широко вивчена Ібн ал-Хайсамом в 11 столітті. Галілей, Джованні Франческо Сагредо, та інші, натхненні своїми знаннями, що вигнутим дзеркалам були подібні властивості лінз, обговорили ідею будівництва телескопа за допомогою дзеркала, як формуючого зображення об'єктива.
Никколо Зуккі, італійський єзуїт, астроном і фізик, писав у своїй книзі Optica pilosophia (1652), що він намагався замінити об'єктив телескопа заломлюючим бронзовим увігнутим дзеркалом в 1616 році. Зуккі намагався дивитися у дзеркало з ручною увігнутою лінзою, але не отримав задовільного зображення, можливо, через погану якість дзеркала, можливо, він вибрав невірний кут, або його голова частково перегороджувала зображення.
У 1636 Марін Мерсенна запропонував телескоп, що складається з параболоїдального головного дзеркала і параболоїдального вторинного дзеркала, які підхоплюють зображення через отвір в первинному дзеркалі, це вирішило би проблему перегляду зображення.
Джеймс Грегорі більш докладно описав цей принцип дії в своїй книзі Optica Promota (1663), вказуючи на те, що телескоп-рефлектор з дзеркалом, що має форму частини конічного перетину, буде виправляти сферичну аберацію, а також хроматичні аберації, які ми бачимо у рефракторов. Конструкція, яку він придумав носить його ім'я: «Григоріанський телескоп», але, за його власним визнанням, у Григорія не було практичних навичок, і він не зміг реалізувати свої ідеї та після кількох марних спроб, був змушений відмовитися від будь-якої надії знайти практичне використання телескопа.

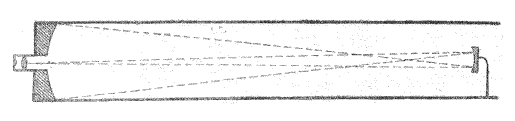
Шлях світла у Григоріанському телескопі.

У 1666 році Ісаак Ньютон, виходячи з його теорій заломлення і кольору, зрозумів, що несправності заломлюючого телескопа були викликані швидше різним заломленням об'єктивом світла різних кольорів, ніж недосконалою формою об'єктива. Він дійшов висновку, що світло не могло переломлюватися через лінзу, не викликаючи хроматичні аберації, він зробив помилковий висновок з деяких грубих експериментів
З цих експериментів Ньютон прийшов до висновку, що поліпшення не можуть бути зроблені в заломлюючому телескопі.
Експерименти Ньютона з дзеркалами показали, що вони не страждають від хроматичних помилок лінз, для всіх кольорів світла кут падіння відбитого в дзеркалі дорівнює куту відбиття, як доказ його теорії, він мав намір побудувати телескоп-рефлектор.
Ньютон завершив свій перший телескоп в 1668 році, і це є найбільш ранній відомий функціональний телескоп — рефлектор. Після довгих експериментів, він вибрав сплав олова і міді, як найбільш відповідного матеріалу для об'єктива дзеркала. Пізніше, він розробив засоби для шліфування й полірування сплаву, але вибрав сферичну форму для свого дзеркала замість спрощеної конструкції параболи. Він додав до свого рефлектора, що стало відмінною рисою конструкції «ньютонівського телескопа», додаткове «діагональне» дзеркало біля головного фокуса дзеркала, щоб відобразити зображення під кутом 90 ° до окуляра, встановленого на стороні телескопа.

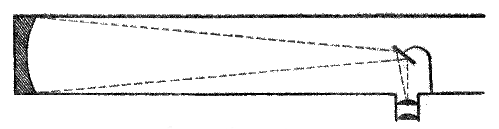
Шлях світла у Ньютонівському телескопі.

Це унікальне доповнення дозволило отримати зображення з мінімальною обструкцією дзеркала об'єктива. Перший компактний телескоп-рефлектор Ньютона мав дзеркало діаметром 1,3 дюйма і фокусну відстань F/5.
З його допомогою він міг бачити чотири «супутники Галілея» Юпітера і фазу планети Венера. Натхнений цим успіхом, він зробив другий телескоп зі збільшувальною потужністю 38x, який він представив у Королівському товаристві в Лондоні, в грудні 1672. Цей тип телескопа досі називають ньютонівський телескоп. Третя форма дзеркального телескопа, «відбивач Кассегрена» був розроблений в 1672 році Лораном Кассегреном. Телескоп мав невелике опукле гіперболоїдне вторинне дзеркало, яке поміщається поряд з первинним фокусом, щоб відбивати світло, яке проходило через центральний отвір в головному дзеркалі. Ніяких практичних просувань в конструкції рефлекторних телескопів впродовж 50 років не було, доки Джон Хедлі (найбільш відомий як винахідник октанта) не розробив спосіб зробити точні асферичні і параболічні рефлекторні металеві дзеркала. У 1721 році він показав перший параболічний відбивач ньютона в Королівському Науковому Товаристві.
Він мав 6 дюймів (15 см) в діаметрі, 62 3/4 дюйма (159 см) фокусну відстань рефлекторного металевого дзеркала об'єктива. Прилад був розглянутий Джеймсом Фунтом і Джеймс Бредлі.
Після того, як помітили, що телескоп Ньютона лежав знехтуваний протягом п'ятдесяти років, вони заявили, як показав Хедлі, що винахід не складається з однієї теорії. Вони порівняли його продуктивність з 7,5 дюймовим (190 мм) повітряним телескопом, який був спочатку представлений в Королівському Науковому товаристві Константином Гюйгенсом молодшим.